# Федорко Василь Омельянович
Василь Омелянович Федорко (2 серпня 1892, Боромля — 15 травня 1977, Мельбурн, Австралія) — вояк Армії УНР, ветеран 2-го Запорізького полку Армії УНР. Діяч української військової еміграції в Новій Зеландії та Австралії.

## Біографія
1917 року в старшинському ранзі російської імператорської армії брав активну участь в українізації вояків у військових частинах на Західному фронті, пізніше у Полтаві.
1918 року добровільно зголосився до 2-го Запорізького полку Армії УНР. В складі Запорізьких формацій брав участь у наступі на Крим та в боях на різних територіях України, як командир сотні та куреня. 1920 року як зв'язковий УНР, полагоджував конфлікти польсько-українських відносин.
На еміграції в таборах інтернованих організовував культурно-освітнє життя вояцтва. 1922 року в жорстоких умовах табору інтернованих в Щипйорно, вивіз і влаштував на працю у великій фірмі з виробництва терпентини у Біловезькій Пущі 250 вояків і тим започаткував українську колонію. У 1925—1940 роках працював керівником цієї фірми до арешту НКВС у 1941 році.
Врятувався, коли в'язниця в Бересті була розбита німцями.
Перебував в таборах переселенців в Ашаффенбурзі в Німеччині до виїзду в Нову Зеландію у 1949 році.
Провідник 1-ї групи українських поселенців в Новій Зеландії та голова Українського клубу на Нову Зеландію у Веллінгтоні. Від 1956 року був головою Товариства Зерова на Нову Зеландію.
Від 1960 року разом з родиною мешкав у Мельбурні (Австралія) і був активним членом Союзу Українських Комбатантів та Товариства Сприяння Державному центру УНР.
Дружина — Анастасія Гаврилівна Хлябіч (1905—1986). Донька — Віра.
Похований на українському православному цвинтарі у Мельбурні.

## Твори
- Федорко В. С. Спогади з часів визвольної боротьби 1917—21 pp. — Мельборн: Видання Союзу українських комбатантів Вікторії, 1973. — 30 с.